# Thue Ersted Rasmussen
Thue Ersted Rasmussen (* 15. November 1985 in Aalborg) ist ein dänischer Schauspieler.

## Leben
Thue Ersted Rasmussen wuchs in der norddänischen Stadt Aalborg auf.
Nach seinem Abitur absolvierte Rasmussen von 2005 bis 2008 seine Schauspielausbildung an der Schauspielschule des Aarhus Teater, wo er auch sein Bühnendebüt als Darsteller hatte. Seit 2008 hat Rasmussen als Schauspieler vor der Kamera in bislang mehr als 20 Film-und-Fernsehproduktionen mitgewirkt. Rasmussen ist auch als Synchronsprecher für Zeichentrickfilme aktiv.

## Filmografie (Auswahl)
- 2008: Snooze
- 2010: 50 Ars Ensomhed
- 2012: Min sosters born – alene hjemme
- 2013: Skytten
- 2013: Dicte (Fernsehserie, 4 Folgen)
- 2014: Ambrosius
- 2015: Dead End
- 2016: X
- 2017: Norskov
- 2018: Greyzone – No Way Out (Fernsehserie, 1 Folge)
- 2018–2022: Die Schwesternschule (Fernsehserie, 30 Folgen)
- 2019: Kollision
- 2021: Fast & Furious 9
- 2021: FBI: International (Fernsehserie, 1 Folge)
- 2022: Toskana
- 2023: Oxen (Fernsehserie, 5 Folgen)